# 江鵬
江鵬（1996年3月25日—），山西人，中國大陸男演員。 2018年出演《沙海》張海客一角出道，2020年出演電視劇《酋長的男人》飾演秦書受到關注。

## 影視作品

### 電視劇
| 年份 | 電視劇名稱           | 角色           | 備註 |
| 2018 | 《沙海》             | 張海客         |      |
| 2020 | 《酋長的男人》       | 秦書           |      |
| 2020 | 《武林有俠氣》       | 唐楊           |      |
| 2020 | 《拾光裡的我們》     | 邵逸風, 歐陽暄 |      |
| 2021 | 《你好，安怡》       | 王哈哈         |      |
| 2021 | 《你是我的城池營壘》 | 陸風           |      |
| 2022 | 《張衛國的夏天》     | 張安安         |      |
| 2022 | 《猜猜我是誰》       |                |      |

## 外部連結
- 江鵬的新浪微博
- 江鵬在豆瓣上的资料（简体中文）